# Tatsuhiko Nakahara
Tatsuhiko Nakahara (Japans: 中原達彦, Nakahara Tatsuhiko) (Nagasaki, 1968) is een Japans componist en pianist.

## Levensloop
Nakahara studeerde aanvankelijk aan de Fukuoka University of Education en vervolgens aan de Tokyo University of the Arts bij onder anderen Shin Uchiyama, Etsuo Kawasaki, Atsutada Otaka (compositie) en bij Nobumitsu Fukuda (piano).
Als componist schrijft werken voor orkest, harmonieorkest, muziektheater (2 balletten), kamermuziek en voor traditionele Japanse instrumenten.

## Composities

### Werken voor orkest
- 1995 Ballade, voor piano en orkest
- 2000 Prelude to 2001, voor orkest
- 2004 "Prelude" for CHEMISTRY Concert in Suntory Hall, voor orkest
- 2005 Concert nr. 1 in Es majeur, voor piano en orkest
- 2008 Festival Overture for SHIRO & YOSHIKO, voor orkest
- 2008 We act for the Earth, ouverture voor orkest

### Werken voor harmonieorkest
- 2004 "Fanfare" - Overture
- 2004 Music for Band nr. 4, voor harmonieorkest
- 2006 Music for Band nr. 5, voor harmonieorkest
- 2008 Music for Band nr. 6, voor harmonieorkest
- 2009 Music for Band nr. 7, voor harmonieorkest
- 2011 Concert, voor harmonieorkest 
  1. Adagio ~ Allegro
  2. Adagio
  3. Andante maestoso ~ Moderato con moto

### Muziektheater

#### Balletten
| Voltooid in | titel                          | aktes | première       | libretto | choreografie |
| ----------- | ------------------------------ | ----- | -------------- | -------- | ------------ |
| 2007        | Night on the Galactic Railroad |       | juni 2007      |          |              |
| 2009        | At the end of winter           |       | 5 oktober 2009 |          | Masuko Omura |

### Vocale muziek

#### Werken voor koor
- 2008 Spiral Slope, suite voor vrouwenkoor en piano 
  1. Spiral Slope
  2. Purple
  3. Torii foot
  4. After storm
  5. Rose

### Kamermuziek
- 2004 Dialogue, voor strijkkwartet (2 violen, altviool, cello) en koperkwintet (2 trompetten, hoorn, trombone en tuba)
- 2008 Fanfare, voor picollotrompet en zeven trompetten
- 2008 Rhapsody, voor 2 violen en piano
- 2008 Bun Pan, voor verteller, viool, cello, klarinet, piano en slagwerk
- 2009 Spring evening, voor dwarsfluit en harp
- 2009 Fanfare,Fuga and Finale, voor koperoctet
- 2010 Princess Kaguya, verhaal en muziek voor kinderen voor viool, cello, piano, shakuhachi, 12-snaren shamisen en 2 slagwerkers
- 2010 Sonate, voor dwarsfluit en piano

### Werken voor piano
- 1993 Sonate nr. 1
- 1994 Prelude in Es majeur
- 1994 Prelude in g mineur
- 1995 Prelude to A majeur
- 1998 Fantasia
- 2000 Toccata
- 2004 Sonate nr. 2

### Werken voor traditionele Japanse instrumenten
- 2008 Sonate, voor 17 koto

### Elektroakoestische muziek
- 2004 Anima Mundi for PC Game